# 九執曆
《九執曆》，是中国古代曆法。
《九執曆》原为印度历法，唐朝时传入中国。开元六年（718年）由瞿昙悉达翻译成中文。原文在《开元占经》一百零四卷。九執是指太阳、月亮、金星、木星、水星、火星、土星五星，再加计都、罗睺二暗曜。《九執曆》岁实365.2469日，朔策29.53058日，以二月春分朔为历元，周天为三百六十度；三十为一相，六十为一交，十二相而周天；以两月为时，六时为岁；从朔到望叫做白博叉，从望到朔叫黑博叉。推算交食的食限是用合朔时月亮离交点及月亮黄纬来表示。规定当日月合朔发生在距交点的黄道度数不超过12度时，即发生交食；交点以6794日退行一周天。《九執曆》还在计算时差对交食的影响、月食全部见食时间，和昼夜长短等方面，有独到方法。